# (43790) Ferdinandbraun
(43790) Ferdinandbraun (1990 TY3) – planetoida z pasa głównego asteroid okrążająca Słońce w ciągu 3,43 lat w średniej odległości 2,27 j.a. Odkryta 12 października 1990 roku.